# カンナ 天草の神兵
『カンナ 天草の神兵』（カンナ あまくさのしんぺい）は、高田崇史による推理小説。カンナシリーズの第2作である。

## 出版履歴
- 2009年：講談社ノベルス、ISBN 978-4-06-182633-5
- 2011年：講談社文庫、ISBN 978-4-06-277235-8

## あらすじ
甲斐達のもとに、出賀茂神社の社伝を持って失踪した早乙女諒司が熊本に現れたという情報が入り、甲斐、貴子、竜之介の3人は熊本へと向かう。その時、天草では連続殺人が起こっていた。

## 登場人物

### 主要登場人物
鴨志田 甲斐 (かもしだ かい)
主人公。諒司が熊本にいるという情報を得て、貴子・竜之介と共に天草に向かう。
中村 貴湖 (なかむら たかこ)
ヒロイン。熊本の神社に興味があるという理由と、甲斐が頼りないという理由で彼に同行する。
柏木 竜之介 (かしわぎ りゅうのすけ)
雑誌編集者。かつて1年間熊本支社にいたことが縁で、今回の天草行きに同行する。たまたま覚えていた「天草本ローマ字」が後に役に立つこととなる。

### ロザリオ園関係者
谷地 藍子 (やち あいこ)
児童養護施設「ロザリオ園」園長。仕事をきちんとこなし人望も厚かったが、32歳の若さで何者かに撲殺される。
山中 百合子 (やまなか ゆりこ)
先代の院長である谷地藍子の母の代から「ロザリオ園」に勤める最も年配のシスター。神保という30歳前後の男が最近急病で「ロザリオ園」にやってきたと証言する。
永嶺 誠 (ながみね まこと)
母を病気で亡くし、父は行方不明となったため幼いころから「ロザリオ園」で育った22歳の男性。現在は長崎で暮らしているが、最近園長に会いに天草を訪れていた。しかし、事件後からの行方が分からなくなっている。
依田 昌市 (いだ しょういち)
しばしば「ロザリオ園」に現れてはしきりに藍子に話しかけていたという牛窪に住む40歳過ぎの独身男性。事件後失踪していたため事件の最有力容疑者かと思われていたが、崖から転落し遺体で発見される。
加瀬 越司 (かせ えつじ)
「ロザリオ園」の母体である「天草ロザリオ教会」に一人で常在している50歳を超えた神父。
島岡 年蔵 (しまおか としぞう)
「ロザリオ園」に住む、80歳過ぎの神父。かつては「天草ロザリオ教会」の主任司祭だった。

### 警察
新垣 達夫 (あらがき たつお)
熊本からやってきた捜査一課の刑事。59歳で定年を間近に迎えた叩き上げ。「天草ロザリオ教会」を訪れた後、何者かに崖から突き落とされ、重傷を負う。

### その他
鷺沼（さぎぬま）
熊本出賀茂神社の宮司。天草に住む知り合いが、甲斐達が熊本につく4、5日前の熊本発天草行きのフェリーに乗船していた諒司らしき人物を目撃したという。
滑川 次郎 (なめかわ じろう)
地元の農協を引退し、趣味の釣りに出かけたところ、崖から転落し重傷を負っている新垣を発見する。